# جان ارگنکان
جان ارگنکان (به انگلیسی: Can Ergenekan) (زادهٔ ۲۸ آوریل ۱۹۷۲) شناگر اهل ترکیه است.